# Julian Beck
(Julian Beck, Un enigma in un labirinto)
Julian Beck (New York, 31 maggio 1925 – New York, 14 settembre 1985) è stato un attore, regista teatrale, poeta, pittore, saggista, attivista e anarchico statunitense.

## Biografia

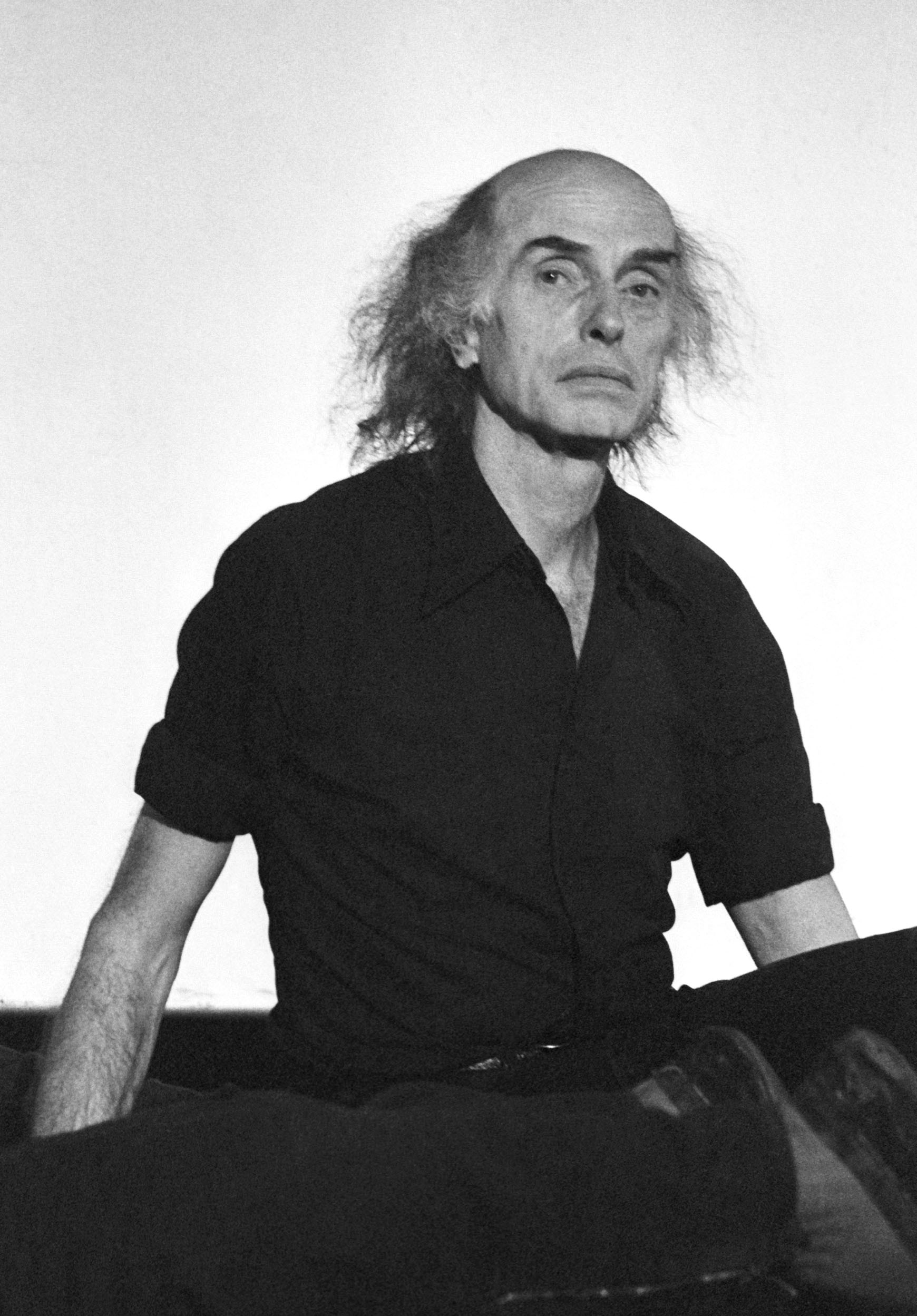
Julian Beck in una performance dei primi anni '80

Julian Beck nacque a New York il 31 maggio del 1925 da una famiglia ebraica. Dopo aver frequentato la Yale University, negli anni quaranta insegue la carriera di pittore astratto, con buoni esiti, diventando amico di Jackson Pollock.
Questo fino a quando conosce la futura moglie Judith Malina. Insieme condivideranno la passione per il teatro, fondando il Living Theatre nel 1947.
Beck ha infatti co-diretto con la moglie il Living fino alla sua morte, avvenuta prematuramente nel 1985.
La prima fase del gruppo teatrale prende vita stabilmente a Broadway, sotto l'influenza di Antonin Artaud, teorico del teatro della Crudeltà. La compagnia attua una decostruzione del teatro in opere come The Connection (1959) di Jack Gelber, considerato il testo della svolta, l'antimilitarista The Brig e Many Loves, che affronta l'omosessualità. La seconda fase dell'esperienza teatrale diventa itinerante, anche a causa di problemi di censura. Fin dal 1961 il Living Theatre inizia i suoi tour in Europa, con una prima tournée che parte proprio dall'Italia dove The Connection viene visto a Roma, Torino e Milano. Parteciperà spesso inoltre alla Biennale Teatro di Venezia. Un varco alla ricezione del Living in Italia era del resto stato aperto sin dal 1959 con il movimento d'avanguardia rappresentato da Carmelo Bene e dalla sua contestazione del "teatro di regia"..
Parallelamente alla sua carriera teatrale Beck vi accosta una prolifica attività poetica, scrivendo numerosi volumi di versi di chiara ispirazione anarchica.
Beck ha anche partecipato a progetti cinematografici, come in Edipo re, Cotton Club e Poltergeist II - L'altra dimensione. Un giovane Bernardo Bertolucci diresse il Living e Julian in Agonia, episodio del film Amore e rabbia, nel 1969.
Dopo la diagnosi di cancro allo stomaco, Beck è morto presso il Mount Sinai Hospital di New York all'età di 60 anni. È stato sepolto al cimitero di Cedar Park, ad Emerson, New Jersey. Alla direzione del suo gruppo teatrale gli è succeduto Hanon Reznikov, insieme a Judith Malina, fino alla scomparsa dei due nel 2008 e nel 2015.
Beck espose il suo pensiero di rinnovo dell'ambiente teatrale in due saggi: La vita. L'artista e la lotta del popolo e Theandric. Il testamento artistico del fondatore del Living Theatre.